# محوطه قلعه گبری خرگرد
محوطه قلعه گبری خرگرد مربوط به دوران‌های تاریخی پس از اسلام است و در شهرستان خواف، بخش مرکزی، روستای خرگرد واقع شده و این اثر در تاریخ ۱۲ بهمن ۱۳۸۱ با شمارهٔ ثبت ۷۴۹۲ به‌عنوان یکی از آثار ملی ایران به ثبت رسیده‌است.